# Nicole Giroud
Nicole Giroud (née le 30 mai 1952 à Lyon) est une autrice couvrant les genres roman, biographie romancée et nouvelles, de nationalité française et suisse.

## Biographie
Elle a fait des études d'histoire et de lettres modernes à Lyon, puis a enseigné le français à Genève jusqu'en 2008.
Elle est maintenant retraitée et se consacre à l'écriture. Elle vit dans un hameau de Haute-Savoie.

## Publications
Romans
- Lovita broie ses couleurs, Le Manuscrit, 2002  (ISBN 978-2-7481-1414-0)
- Lovita broie ses couleurs, 2e édition, Plumitive éditions, 2014  (ISBN 979-10-93327-00-6)
- L'Anthogrammate, Plumitive éditions, 2014  (ISBN 979-10-93327-03-7)
- L'Envol du sari, éditions Les Escales, coll. « Domaine français », 2019  (ISBN 978-2-36569-490-2) ; éd. Pocket n° 17981, octobre 2020  (ISBN 978-2-266-30859-5), Les Révélations 2020
- Par la fenêtre, éditions Les Escales, coll. « Domaine français », 2020  (ISBN 978-2-36569-552-7), 28e Présélection du Prix Lettres frontière [3]

Nouvelles
- Après la guerre, Plumitive éditions, 2014  (ISBN 979-10-93327-17-4)

Biographie romancée
- Mission et calvaire de Louis Favre, éditions Cabédita, 2012  (ISBN 978-2-88295-635-4)[4],[5]